# Liste der Baudenkmale in Neu Darchau
In der Liste der Baudenkmale in Neu Darchau sind alle Baudenkmale der niedersächsischen Gemeinde Neu Darchau aufgelistet. Die Quelle der  Baudenkmale ist der Denkmalatlas Niedersachsen. Der Stand der Liste ist der 24. Oktober 2021.

## Allgemein
In den Spalten befinden sich folgende Informationen:
- Lage: die Adresse des Baudenkmales und die geographischen Koordinaten. Kartenansicht, um Koordinaten zu setzen. In der Kartenansicht sind Baudenkmale ohne Koordinaten mit einem roten Marker dargestellt und können in der Karte gesetzt werden. Baudenkmale ohne Bild sind mit einem blauen Marker gekennzeichnet, Baudenkmale mit Bild mit einem grünen Marker.
- Bezeichnung: Bezeichnung des Baudenkmales
- Beschreibung: die Beschreibung des Baudenkmales. Unter § 3 Abs. 2 NDSchG werden Einzeldenkmale und unter § 3 Abs. 3 NDSchG Gruppen baulicher Anlagen und deren Bestandteile ausgewiesen.
- ID: die Objekt-ID des Baudenkmales
- Bild: ein Bild des Baudenkmales, ggf. zusätzlich mit einem Link zu weiteren Fotos des Baudenkmals im Medienarchiv Wikimedia Commons. Wenn man auf das Kamerasymbol klickt, können Fotos zu Baudenkmalen aus dieser Liste hochgeladen werden:

## Neu Darchau

### Einzeldenkmale in Neu Darchau
| Lage                                    | Bezeichnung | Beschreibung | ID       | Bild |
| --------------------------------------- | ----------- | --- | -------- | ---- |
| Am Hafen 6 53° 13′ 55″ N, 10° 53′ 23″ O | Scheune     | Längsscheune als Backsteinbau unter Halbwalmdach in Hohlpfannendeckung; ausmittige Längsdurchfahrt mit korbbogigen Einfahrten; segmentbogige Fenster- und Türöffnungen; sparsamer Fassadenschmuck durch vorkragende Backsteinsteinsetzungen. Mittig an der nordöstlichen Traufseite der Längsscheune angebautes Göpelhaus in Fachwerk mit Backsteinausfachung und unter eigenem, niedrigerem Satteldach mit Hohlpfannendeckung; polygonaler Nordostabschluss unter polygonal gebrochenem Walm. Errichtet Ende des 19. Jahrhunderts. | 30874997 | BW   |

### Ehemalige Einzeldenkmale in Neu Darchau
| Lage                                         | Bezeichnung                  | Beschreibung                      | ID       | Bild |
| -------------------------------------------- | ---------------------------- | --------------------------------- | -------- | ---- |
| Am Hafen 4 53° 13′ 55″ N, 10° 53′ 24″ O      | Längsscheune mit Göpelhaus   |                                   |          | BW   |
| Am Hafen 6 53° 13′ 56″ N, 10° 53′ 24″ O      | Göpelhaus                    | Erbaut Ende des 19. Jahrhunderts. | 30874979 | BW   |
| Am Mühlenteich 1 53° 13′ 39″ N, 10° 53′ 1″ O | Wohn- und Wirtschaftsgebäude |                                   |          | BW   |

## Drethem

### Einzeldenkmale in Drethem
| Lage                                      | Bezeichnung                  | Beschreibung | ID       | Bild |
| ----------------------------------------- | ---------------------------- | --- | -------- | ---- |
| An der Elbe 53° 12′ 7″ N, 10° 57′ 23″ O   | Kapelle                      | Schlichter Saalbau in Backsteinmauerwerk mit polygonalem Ostabschluss; unter Satteldach in Hohlpfannendeckung und polygonal gebrochenem Walm im Osten; quadratischer Dachreiter mit Zwiebelhaube und Kupferblechbehang über dem westlichen Firstende. Errichtet in der ersten Hälfte des 18. Jahrhunderts; zeitgenössische Ausstattung. | 30875205 |      |
| An der Elbe 53° 12′ 7″ N, 10° 57′ 22″ O   | Kirchhof                     | Die Kapelle in Drethem (Neu Darchau) steht erhöht und wird umgeben von einer Grünanlage mit altem Baumbestand. Die Erhöhung ist im Süden abgestützt durch eine Natursteinmauer. | 30875365 | BW   |
| An der Elbe 3 53° 12′ 7″ N, 10° 57′ 24″ O | Wohn- und Wirtschaftsgebäude | Zweiständerhaus mit Backsteinausfachungen unter Halbwalmdach. Errichtet 1826(i). | 30875296 | BW   |
| An der Elbe 4 53° 12′ 4″ N, 10° 57′ 25″ O | Wohn- und Wirtschaftsgebäude | Großer giebelständiger Backsteinbau nach Art des Vierständerhauses und unter Halbwalmdach in Hohlpfannendeckung. Errichtet 1908 (i). | 30875314 | BW   |
| An der Elbe 7 53° 12′ 5″ N, 10° 57′ 28″ O | Wohn- und Wirtschaftsgebäude | Zweiständerhaus in Fachwerk mit Backsteinausfachung, unter Halbwalmdach in Reetdeckung. Errichtet 1826 (i). | 30875242 | BW   |

### Ehemalige Einzeldenkmale in Drethem
| Lage                                 | Bezeichnung                  | Beschreibung | ID | Bild |
| ------------------------------------ | ---------------------------- | ------------ | -- | ---- |
| Nr. 5 53° 12′ 5″ N, 10° 57′ 26″ O    | Ehemalige Scheune            |              |    | BW   |
| Nr. 412 53° 12′ 14″ N, 10° 57′ 13″ O | Wohn- und Wirtschaftsgebäude |              |    | BW   |

## Glienitz

### Ehemaliges Einzeldenkmal in Glientz
| Lage                                 | Bezeichnung                  | Beschreibung | ID | Bild |
| ------------------------------------ | ---------------------------- | ------------ | -- | ---- |
| Nr. 334 53° 12′ 20″ N, 10° 56′ 49″ O | Wohn- und Wirtschaftsgebäude |              |    | BW   |

## Katemin

### Gruppen baulicher Anlagen in Katemin
| Lage                         | Bezeichnung                      | Beschreibung | ID       | Bild |
| ---------------------------- | -------------------------------- | --- | -------- | ---- |
| 53° 13′ 36″ N, 10° 52′ 59″ O | Wassermühle Katemin (Baukomplex) | Bestehend aus dem Mühlengebäude, dem Mühlenteich mit aufgestautem Kateminer Bach und einem Wohnhaus, das direkt an das Mühlengebäude angeschlossen ist. | 30828593 |      |

### Einzeldenkmal in Katemin
| Lage                                     | Bezeichnung   | Beschreibung | ID       | Bild |
| ---------------------------------------- | ------------- | --- | -------- | ---- |
| Mühlenweg 5 53° 13′ 38″ N, 10° 52′ 56″ O | Mühlengebäude | Langgestreckter Fachwerkbau mit Backsteinausfachung unter Satteldach in Hohlpfannendeckung. Westlicher Teil aus dem 18. Jahrhundert. Daran anschließend massiver Teil von 1909 unter dem der Mühlenbach hindurchgeführt und eine Freistrahlturbine antreibt mit zwei Schützwehren und Rechen. Daran anschließend ein Fachwerkbau mit Backsteinausfachungen. Diverse Technik u.a. ein Walzenstuhl von Seck, Dresden. Mitte 19. Jahrhundert. Mit fünfteiligem Schützwehr am östlichen Verlauf des Kateminer Baches. | 30875145 | BW   |
| Mühlenweg 5 53° 13′ 35″ N, 10° 52′ 58″ O | Mühlenteich   | Der Mühlenteich der Kateminer Wassermühle entsteht durch den aufgestauten Kateminer Mühlenbach. | 30875167 | BW   |
| Mühlenweg 5 53° 13′ 38″ N, 10° 52′ 55″ O | Wohnhaus      | Zweigeschossiges Backsteingebäude mit Ziersetzungen unter Walmdach in Hohlpfannendeckung. Architekt H. Meyer, Walmsburg. Errichtet 1933(i). | 39081320 | BW   |

## Klein Kühren

### Gruppen baulicher Anlagen in Klein Kühren
| Lage                                           | Bezeichnung | Beschreibung | ID       | Bild |
| ---------------------------------------------- | ----------- | --- | -------- | ---- |
| Elbuferstraße 141 53° 13′ 34″ N, 10° 54′ 42″ O | Hofanlage   | Die Hofanlage Elbuferstraße 141 in Klein Kühren besteht aus einem teilmassivierten Wohn-/Wirtschaftsgebäude und einer Scheune mit Göpelhaus. Sämtliche Bauten entstammen dem 19. Jahrhundert. | 30828604 | BW   |

### Einzeldenkmale in Klein Kühren
| Lage                                           | Bezeichnung              | Beschreibung | ID       | Bild |
| ---------------------------------------------- | ------------------------ | --- | -------- | ---- |
| Elbuferstraße 141 53° 13′ 34″ N, 10° 54′ 43″ O | Göpelscheune             | Langgestreckter Fachwerkbau mit Backsteinausfachung, unter Halbwalmdach in Reetdeckung; ausmittige Längsdurchfahrt; Göpelhaus aus gleichem Material mittig an der nordöstlichen Traufseite angebaut; hier polygonaler Nordostabschluss; darüber Satteldach mit polygonalem Walm. Errichtet 1881 (i). | 30875105 | BW   |
| Elbuferstraße 141 53° 13′ 35″ N, 10° 54′ 41″ O | Wohn-/Wirtschaftsgebäude | Ehemaliges Zweiständerhaus unter Satteldach in Hohlpfannendeckung; Gefüge bis auf den Wirtschaftsgiebel allseits in Backsteinmauerwerk erneuert; nachträglicher Anbau unter abgeschlepptem Dach an der nördlichen Traufseite. Errichtet 1838 (i).                                                    | 30875126 | BW   |

### Ehemaliges Einzeldenkmal in Klein Kühren
| Lage                                 | Bezeichnung                  | Beschreibung | ID | Bild |
| ------------------------------------ | ---------------------------- | ------------ | -- | ---- |
| Nr. 144 53° 13′ 30″ N, 10° 54′ 42″ O | Wohn- und Wirtschaftsgebäude |              |    | BW   |

## Quarstedt

### Einzeldenkmal in Quarstedt
| Lage                                     | Bezeichnung              | Beschreibung | ID       | Bild |
| ---------------------------------------- | ------------------------ | --- | -------- | ---- |
| Ortseingang 53° 12′ 47″ N, 10° 52′ 42″ O | Remise                   | Kleiner Fachwerkbau mit Backsteinausfachung in den Giebelfassaden und Lehmstakung in den Traufseiten; über fast quadratischem Grundriss und unter Halbwalmdach in Hohlpfannendeckung; zwei Längsdurchfahrten; möglicherweise ehemaliger Schafstall. Errichtet in der Mitte des 19. Jahrhunderts. | 30875051 | BW   |
| Quarstedt 2 53° 12′ 45″ N, 10° 52′ 37″ O | Wohn-/Wirtschaftsgebäude | Zweiständerhaus in Fachwerk mit Backsteinausfachung und unter Halbwalmdach in Hohlpfannendeckung; große Schleppgauben in beiden Dachflächen am Wohnende; nachträglicher Anbau unter abgeschlepptem Dach an der westlichen Traufseite des Wirtschaftsteiles. Errichtet 1857 (i).                  | 30875087 | BW   |
| Quarstedt 3 53° 12′ 44″ N, 10° 52′ 40″ O | Wohn-/Wirtschaftsgebäude | Zweiständerhaus in Fachwerk mit Backsteinausfachung; unter Halbwalmdach; nachträgliche Gauben in beiden Dachflächen des Wohnendes. Errichtet 1853 (i). | 30875069 | BW   |

## Sammatz

### Ehemaliges Einzeldenkmal in Sammatz
| Lage                             | Bezeichnung                  | Beschreibung | ID | Bild |
| -------------------------------- | ---------------------------- | ------------ | -- | ---- |
| N. 4 53° 11′ 36″ N, 10° 54′ 2″ O | Wohn- und Wirtschaftsgebäude |              |    | BW   |